# Stevenroer

Stevenroer met roerpen.

Een stevenroer is een roer aan de achtersteven van een schip.
In de eerste eeuw werd het stevenroer ontwikkeld in het Chinees keizerrijk. Er is een 2000-jaar oud grafmodel teruggevonden dat reeds een dergelijk roer draagt. Het duurde tot de twaalfde eeuw tot dit in Europa werd ingevoerd. De oudste bekende afbeelding van een schip met stevenroer in Europa is te zien op een steen in de gevel van Winchester Cathedral en is afkomstig van een doopvont uit 1180. Daarna komt het voor op stadszegels uit de dertiende eeuw.
Het stevenroer is kenmerkend voor de kogge, het grootste schip in gebruik bij het Hanzeverbond. Het is opvallend dat alle afbeeldingen uit de dertiende eeuw van schepen met een stevenroer, (dit zijn hoofdzakelijk stadszegel en wapens) laten zien dat het roer direct solide was uitgevoerd en opgehangen werd aan ruim bemeten vingerlingen (ophanghaken). Het stevenroer trof men in de dertiende eeuw aan in het Hanzegebied (Noordwest-Europa tot in Polen) en daarna ook in de mediterrane wereld. 
Maar op de kleinere schepen is de stuurriem tot zeker in de vijftiende eeuw in gebruik gebleven.